# Jesús Alonso Fernández
Jesús Alonso Fernández, conosciuto come Chus Alonso, (L'Avana, 24 aprile 1917 – Madrid, 9 ottobre 1979), è stato un calciatore spagnolo, di ruolo attaccante.

## Palmarès

### Club

#### Competizioni nazionali
- Coppa di Spagna: 2

Real Madrid: 1946, 1947